# Dick Groat
Richard Morrow "Dick" Groat (Wilkinsburg, 4 de noviembre de 1930-Pittsburgh, 27 de abril de 2023) fue un jugador de baloncesto y de béisbol estadounidense que disputó una temporada en la NBA y 14 más en la MLB. Con 1,80 metros de altura, jugaba en la posición de base en baloncesto y como shortstop en béisbol.

## Trayectoria deportiva

### Universidad
Jugó durante cuatro temporadas con los Blue Devils de la Universidad de Duke, en las que promedió 23,0 puntos por partido. Fue nombrado en sus dos últimas temporadas como Jugador del Año y mejor jugador del Torneo de la Southern Conference, además de ser elegido como Jugador del Año de la NCAA en su temporada junior.
En 1951 fue incluido además en el segundo equipo All-American, y en 1952 en el primero. Durante su última temporada anotó 48 puntos ante North Carolina, la mayor suma de puntos recibida jamás por los Tar Heels. Posee en la actualidad el segundo mejor promedio de anotación de la historia de los Blue Devils, solo por detrás de Art Heyman.

### Profesional

#### Baloncesto
Fue elegido en la tercera posición del Draft de la NBA de 1952 por Fort Wayne Pistons, con los que jugó 26 partidos en la que iba a ser su única temporada en la liga de baloncesto, promediando 11,9 puntos, 3,3 rebotes y 2,7 asistencias por encuentro.

#### Béisbol
Tras el término de la temporada en la NBA, fichó como agente libre amateur por los Pittsburgh Pirates de las Grandes Ligas de Béisbol. En su primera temporada acabó tercero en las votaciones del Rookie del Año de la Liga Nacional. Al término de la temporada tuvo que servir durante dos años en el Ejército de los Estados Unidos, cumpliendo su servicio militar. A su regreso, se decantó por completo por el béisbol, regresando a los Pirates, donde jugó 9 temporadas más, la más destacada la de 1960, en la cual encabezó la clasificación de la liga de porcentaje de bateo con un 32,5%, siendo elegido MVP, en un año además en el cual su equipo se hizo con las Series Mundiales al derrotar a los New York Yankees en el séptimo y definitivo partido.
En 1963, ya con 32 años, fue traspasado junto con Diomedes Olivo a St. Louis Cardinals, a cambio de Julio Gotay y Don Cardwell. Ya en su primera temporada en su nuevo equipo fue uno de los jugadores más destacados, acabando en la primera posición de la liga de los jugadores con más dobles, jugando su cuarto All-Star y acabando en segunda posición en la votación al mejor jugador de la liga, tras Sandy Koufax.
Tras 3 temporadas en los Cardinals, fue enviado junto con Bill White y Bob Uecker a Philadelphia Phillies a cambio de Alex Johnson, Pat Corrales y Art Mahaffey. Jugó temporada y media con los Phillies, para ser enviado en 1967 a San Francisco Giants, donde se retiraría al término de la temporada, con 37 años de edad.

## Estadísticas de su carrera en la NBA

### Temporada regular
| Temp.   | Edad | Equipo     | Liga | P  | TIT | MIN  | TC  | TCA  | %TC  | TL  | TLA | %TL  | REB | ASIS | FP  | PTS  |
| ------- | ---- | ---------- | ---- | -- | --- | ---- | --- | ---- | ---- | --- | --- | ---- | --- | ---- | --- | ---- |
| 1952-53 | 22   | Fort Wayne | NBA  | 26 |     | 25.5 | 3.8 | 10.5 | .368 | 4.2 | 5.3 | .790 | 3.3 | 2.7  | 3.5 | 11.9 |
| Total   |      |            | NBA  | 26 |     | 25.5 | 3.8 | 10.5 | .368 | 4.2 | 5.3 | .790 | 3.3 | 2.7  | 3.5 | 11.9 |